# Musée de l'Eau du Burkina Faso
Le musée de l’Eau est un centre socioculturel et anthropologique qui valorise l’eau en tant que ressource fondamentale à l’existence humaine. Il est le premier musée de l’Eau en Afrique.

## Historique
Créé en 2005 par le sociologue et anthropologue burkinabè Alassane Samoura, le musée de l'Eau est situé à Loumbila, à environ 25 km de Ouagadougou. La création de musée de l’Eau part de l’expérience de son fondateur qui a passé plus de 25 ans dans les organisations non-gouvernementales sur des projets et programmes hydrauliques. Ayant fait face aux défis que rencontrent les populations par rapport à la problématique de l'eau ; il décide de créer ce musée qui serait un espace afin d’apporter des solutions aux problèmes liés à l’eau et aux conditions climatiques, mais aussi de sensibiliser, éduquer et conscientiser sur l’importance vitale de l’eau.

Ainsi le musée collectionne plus de 500 objets traditionnels liés à l’exhaure, le transport et le service de l’eau au Burkina Faso depuis la période coloniale à nos jours. Et reçoit annuellement 800 à 1000 visiteurs. 

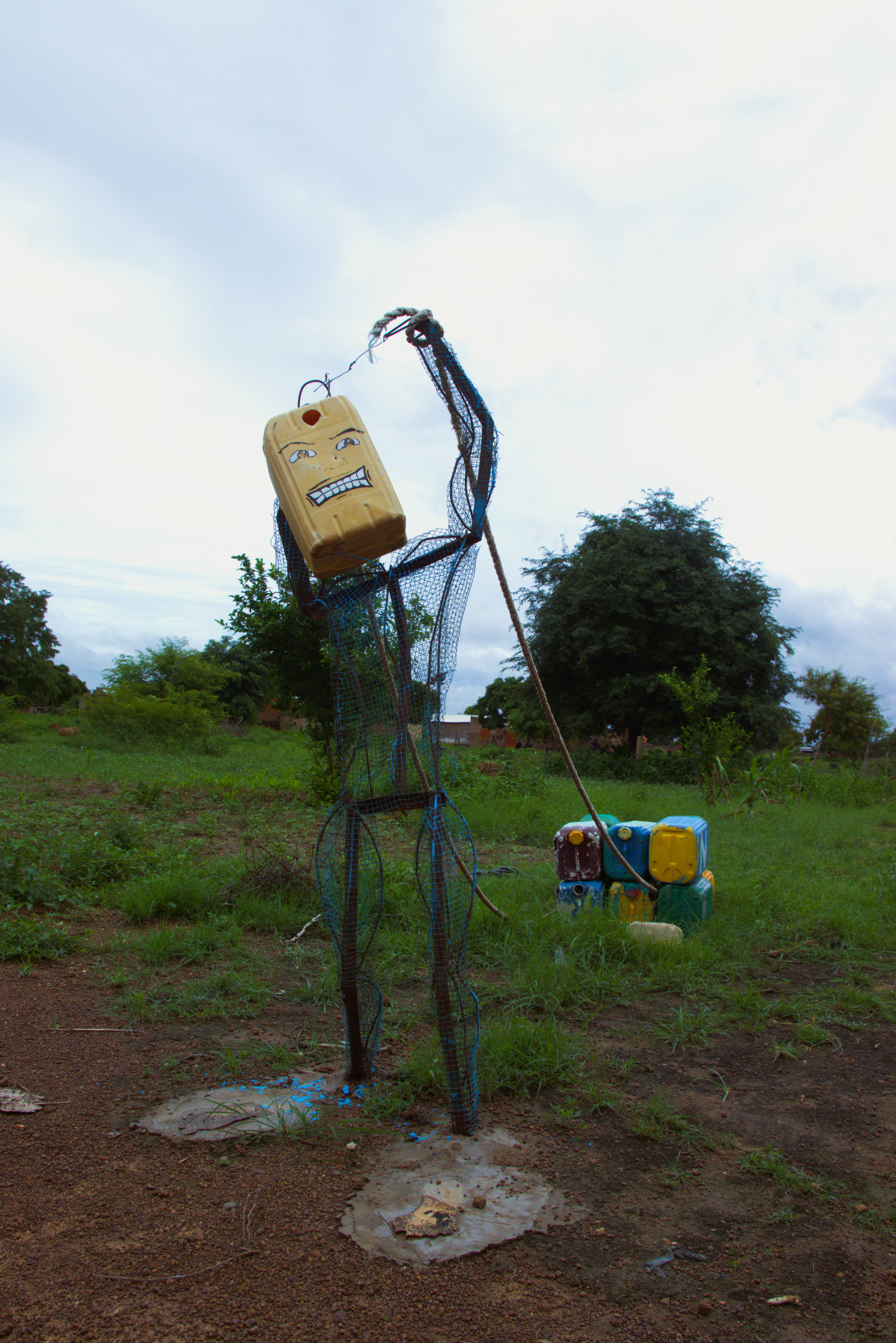
Photo d'un statut au musée de l'eau au Burkina Faso

## Collection
Deux catégories de patrimoine existent au musée de l’Eau, le patrimoine matériel constitué d’objets tels que des puisettes, des calebasses, les outres, et autres ustensiles de collecte d’eau. Mais aussi du patrimoine immatériel composé de chants, de poemes, de mythes, de contes, de proverbes…
On trouve aussi dans le musée un espace aménagé appelé ‘’parc de pompes’’, qui est un laboratoire abritant des pompes qu’on trouve au niveau du Burkina Faso depuis la période coloniale jusqu’à nos jours. Il se constitue d’un échantillon de 47 modèles d’anciennes pompes à eau. Ce sont entre autres la pompe éolienne avec des hélices, la pompe à bouche anti-incendie, la pompe solaire et une image d’une pompe française. Le parc des pompes expose aussi plus de 100 types de robinets et montre comment les compteurs d’eau peuvent fournir des alertes et prévenir le gaspillage d’eau.
Le Musée abrite aussi une barrique ancienne de la seconde guerre mondiale (1939) qui servait à transporter de l’eau pour les troupes. Il y a également une pompe de 1932 qui pèse 200kg à vide avec une capacité de 200 litres.

## Les activités
Comme activités, les visiteurs apprennent à localiser des sources d’eau avec des outils. Ils suivent les différentes étapes de la chaîne d’approvisionnement au prélèvement de l’eau en passant par l’utilisation de la pompe manuelle et au transport de l’eau. D’autres activités culturelles sont organisées avec les visiteurs tels que les chants, la danse et des contes. 

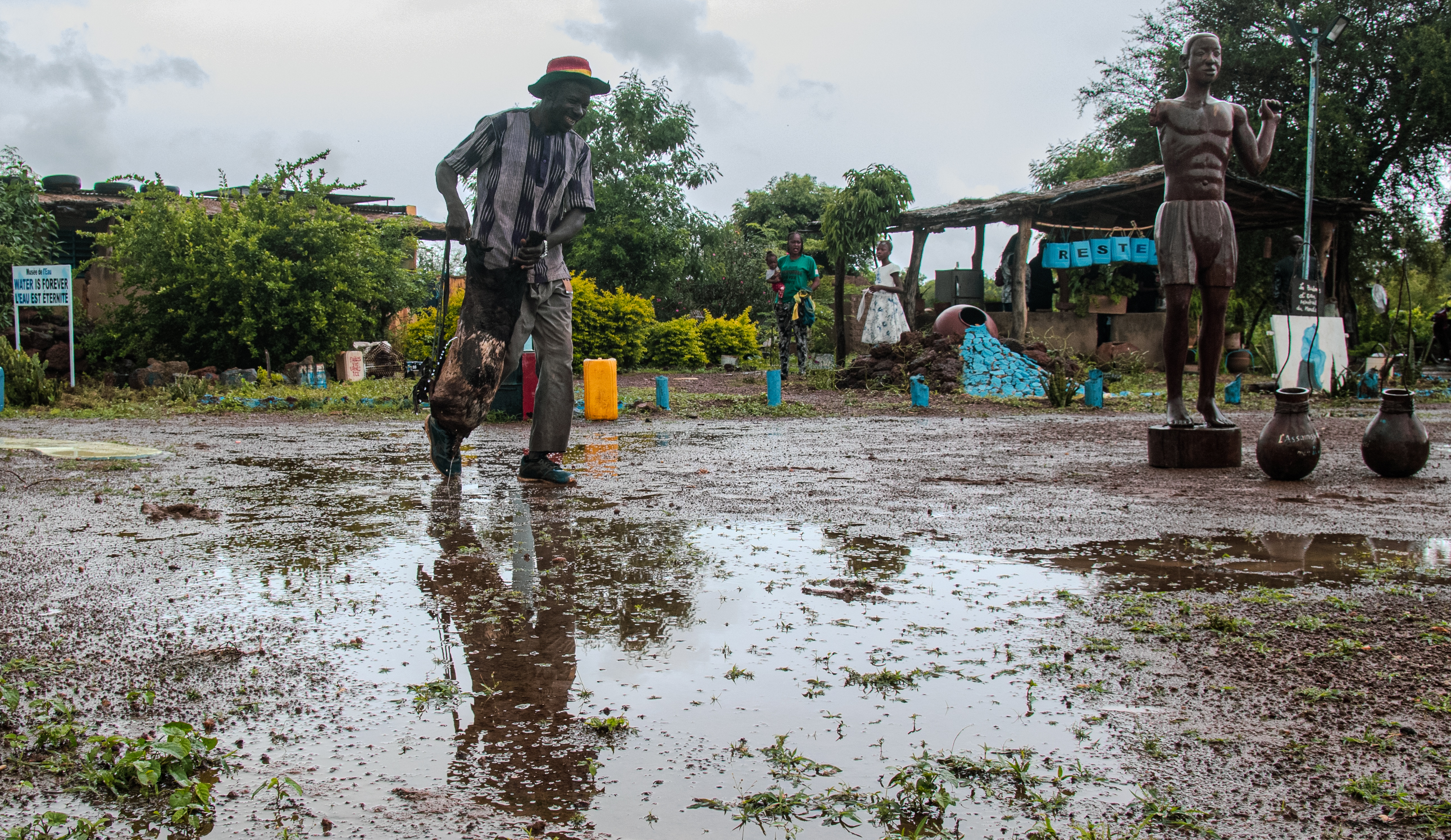
PORTEUR D'EAU DU MUSEE

Spécialement pour les enfants, des activités éducatives sont organisées autour de l’hygiène et l’entretien des latrines.